# Moskauer Gesellschaft der Naturforscher

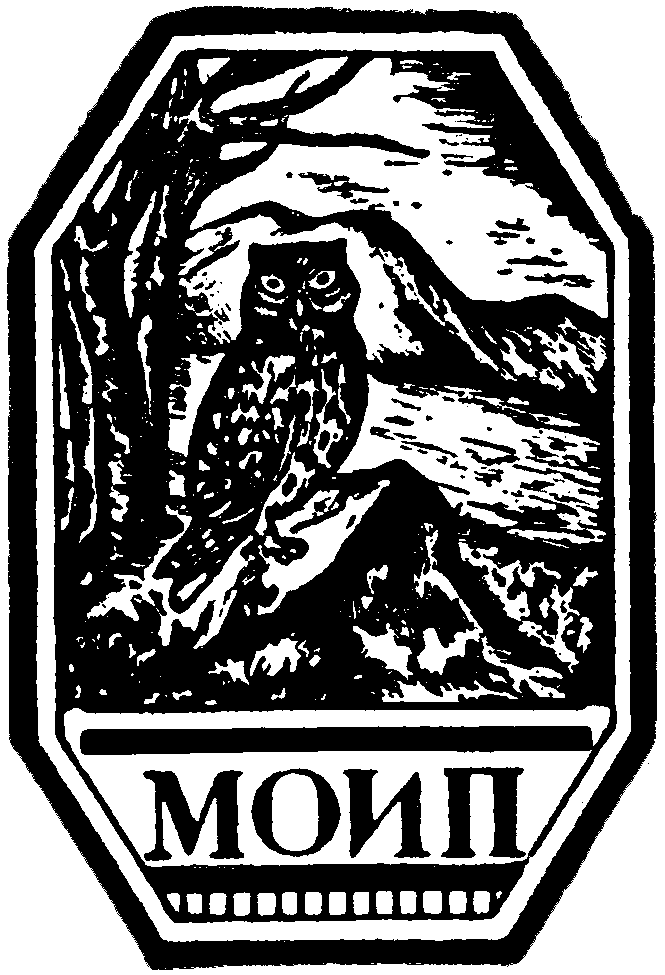
Altes Wappen MOIP

Die Moskauer Gesellschaft der Naturforscher (russisch Московское общество испытателей природы, MOIP) ist eine Gesellschaft für Naturkunde, die an der Lomonossow-Universität angesiedelt ist.

## Geschichte

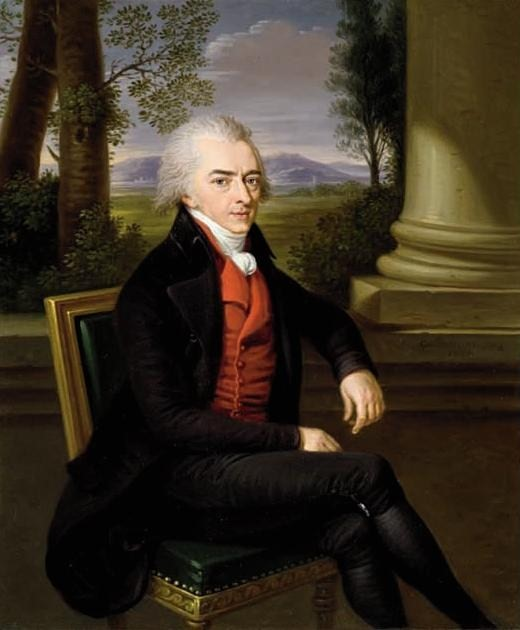
Der Gründer Alexei Rasumowski (Gemälde von Ludwig Guttenbrunn, 1801)

Die Gesellschaft wurde 1805 vom Russischen Minister Graf Alexei Kirillowitsch Rasumowski (1748–1822), der erster Präsident war, Michail Nikititsch Murawjow (1757–1807) und weiteren 23 Wissenschaftlern gestiftet. Darunter war auch der deutsche Arzt Heinrich Martius, der spätere Leibarzt Rasumowskis. Beteiligt an der Gründung waren auch die Wissenschaftler Gotthelf Fischer von Waldheim (lange Vizepräsident), der gerade aus Deutschland eingetroffene Botaniker Georg Franz Hoffmann und Theobald Renner.
1807 bis 1917 führte die Gesellschaft den Namen Kaiserliche Moskauer Gesellschaft der Naturforscher (russisch Императорское Московское общество испытателей природы, wiss. Transliteration Imperatorskoe Moskovskoe obščestvo ispytatelej prirody, französisch Société Impériale des Naturalistes de Moscou). Ab 1826 erschien ihr Bulletin de la Société Impériale des Naturalistes de Moscou. Sie waren an der Gründung des Zoologischen Gartens in Moskau beteiligt und an der Leitung des Zoologischen Museums der Universität (bis zu dessen Unabhängigkeit 1861), des Polytechnischen Museums und des Universitäts-Herbariums. Da sie der Universität angegliedert sind, zählten viele von deren Professoren zu den Mitgliedern. Es gab auch Ableger in vielen anderen größeren Städten Russlands.

## Präsidenten

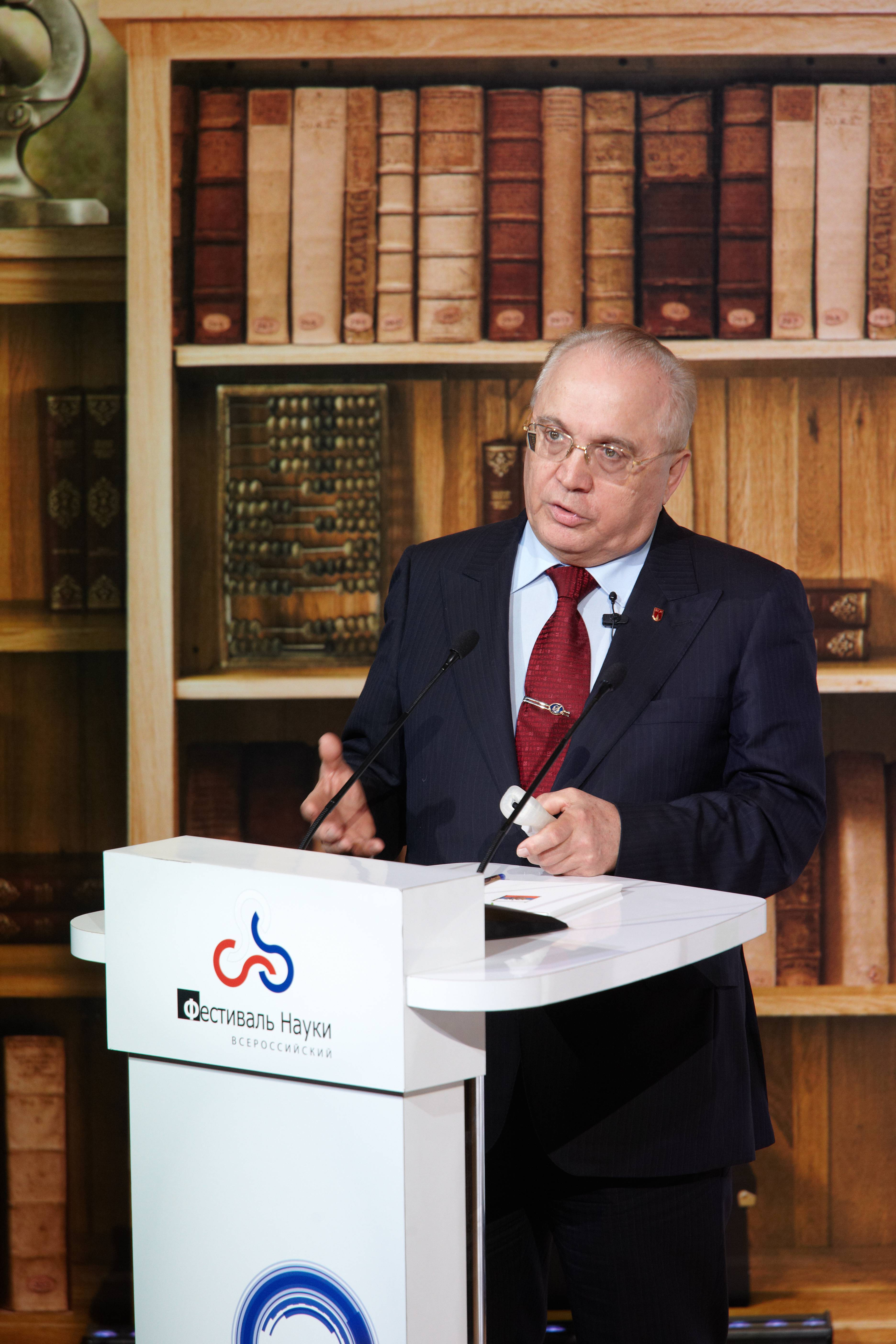
Amtierender Präsident der Moskauer Gesellschaft der Naturforscher (seit 2000) Wiktor Sadownitschi

- 1805–1817: Alexei Kirillowitsch Rasumowski (1748–1822)
- 1817–1825: Andrei Petrowitsch Obolenski (1769–1852)
- 1825–1830: Alexander Alexandrowitsch Pissarew (1780–1848)
- 1830–1835: Dmitri Wladimirowitsch Golitzyn (1771–1844)
- 1835–1847: Sergei Grigorjewitsch Stroganow (1794–1882)
- 1847–1849: Dmitri Pawlowitsch Golochwastow (1796–1849)
- 1850–1855: Wladimir Iwanowitsch Nasimow (1802–1874)
- 1856–1859: Jewgraf Petrowitsch Kowalewski (1790–1867)
- 1859–1863: Nikolai Wassiljewitsch Issakow (1821–1891)
- 1863–1867: Dmitri Sergejewitsch Lewschin (1801–1871)
- 1867–1872: Alexander Prochorowitsch Schirinski-Schichmatow (um 1822–1884)
- 1872–1884: Alexander Grigorjewitsch Fischer von Waldheim (1803–1884)
- 1884–1886: Karl von Renard (1809–1886)
- 1886–1890: Fjodor Alexandrowitsch Bredichin (1831–1904)
- 1890–1897: Fjodor Alexejewitsch Sludski (1841–1897)
- 1897–1915: Nikolai Alexejewitsch Umow (1846–1915)
- 1915–1935: Michail Alexandrowitsch Mensbir (1855–1935)
- 1935–1953: Nikolai Dmitrijewitsch Selinski (1861–1953)
- 1953–1967: Wladimir Nikolajewitsch Sukatschow (1880–1967)
- 1967–1999: Alexander Leonidowitsch Janschin (1911–1999)
- seit 2000: Wiktor Antonowitsch Sadownitschi (* 1939)

## Ehrenmitglieder
- Ferdinand Broili